# Diospyros baloen-idjoek
Diospyros baloen-idjoek är en tvåhjärtbladig växtart som beskrevs av Bakh. Diospyros baloen-idjoek ingår i släktet Diospyros och familjen Ebenaceae. Inga underarter finns listade i Catalogue of Life.